# João Marchetti
João Marchetti (14 de maio de 1935 - 2005) foi um pintor, escultor e artesão brasileiro, reconhecido como dos maiores artistas da cidade brasileira de Descalvado, um dos principais temas de suas obras. Além das as paisagens antigas do município, como a Avenida Guerino Oswaldo, a Praça da Matriz e o coreto do Jardim Velho, Marchetti pintou ainda tipos e tradições populares do município.

## Biografia
João Marchetti nasceu em 14 de maio de 1935 e foi carteiro de profissão. Contudo, destacou-se como artista, atuando na pintura, escultura e artesanato. Marchetti morreu aos 70 anos, vítima de atropelamento na cidade de Descalvado, enquanto estava sentado à calçada numa das principais ruas da cidade. Suas obras incluem peças entalhadas em tijolos e madeiras, além de esculturas em materiais diversos.

## Obras
Estima-se que João Marchetti tenha produzido mais de 200 obras, a maioria adquirida por particulares no Brasil e na Europa. Apenas alguns de seus trabalhos restaram em Descalvado, sendo quatro quadros expostos na Biblioteca “Gerson Álfio de Marco” e 32 esculturas que fazem parte do acervo do Museu Público Municipal de Descalvado.

## Homenagens
Em sua homenagem, foi construída a Praça João Marchetti, onde se localiza a antiga Estação Ferroviária de Descalvado. Em julho de 2017, o museu da cidade organizou a mostra “Retrospectiva João Marchetti”.